# Antona inconstans
Antona inconstans là một loài bướm đêm thuộc phân họ Arctiinae, họ Erebidae.